# Maurice Compte
Maurice Compte es un actor estadounidense de cine y televisión, reconocido principalmente por sus papeles como Gaff en Breaking Bad, Santiago Flores en End of Watch y el coronel Carrillo en Narcos.

## Filmografía

### Cine
| Año  | Título                                    | Papel               | Notas |
| ---- | ----------------------------------------- | ------------------- | ----- |
| 1996 | The Substitute                            | Tay                 |       |
| 1996 | Illtown                                   | Pep                 |       |
| 1999 | The Dream Catcher                         | Freddy              |       |
| 1999 | Eastside                                  | Toad                |       |
| 2000 | Before Night Falls                        | Nicolas Abreu       |       |
| 2000 | Dancing at the Blue Iguana                | Comprador de drogas |       |
| 2001 | Double Whammy                             | Jo Jo               |       |
| 2002 | Showtime                                  | Chili               |       |
| 2002 | Deuces Wild                               | Maurice             |       |
| 2003 | All the Real Girls                        | Bo                  |       |
| 2006 | Big Top                                   | Rico                |       |
| 2007 | Poet's War                                | Garcia              |       |
| 2008 | They Never Saw Us Coming                  | Waleed              |       |
| 2009 | Spoken Word                               | George              |       |
| 2009 | Civil Strife                              | Fallah              |       |
| 2009 | Tribal Negotiations                       | Fallah              |       |
| 2009 | After Action Review                       | Fallah              |       |
| 2010 | Guess Who's Coming to Dinner              | Hakim               |       |
| 2011 | Yelling to the Sky                        | Junior Oriol        |       |
| 2011 | The Blue of Noon                          | Percival Blue       |       |
| 2012 | End of Watch                              | Big Evil            |       |
| 2012 | I Do                                      | Mano Alfaro         |       |
| 2014 | Sabotage                                  | Sapo                |       |
| 2014 | Echo Park                                 | Mateo               |       |
| 2014 | A Walk Among the Tombstones               | Danny Ortiz         |       |
| 2014 | Search Party                              | Pelon               |       |
| 2015 | There Is a New World Somewhere            | Esteban             |       |
| 2015 | Clarity                                   | Omar                |       |
| 2016 | True Memoirs of an International Assassin | Juan                |       |
| 2017 | Once Upon a Time in Venice                | Oscar               |       |
| 2018 | Den of Thieves                            | Benny Magalon       |       |
| 2018 | Perfect                                   | Dr. Price           |       |
| 2019 | Once Upon a Time in Hollywood             | Maurice             |       |
| 2021 | Born a Champion                           | Rosco               |       |
| 2021 | American Sicario                          | Roberto Feliz       |       |
| 2023 | Little Dixie                              | Lalo Miguel Prado   |       |
| 2024 | Dominique                                 | Santiago            |       |

### Televisión
| Año        | Título                          | Papel              | Notas        |
| ---------- | ------------------------------- | ------------------ | ------------ |
| 1997       | Chicago Hope                    | Pandillero         | 1 episodio   |
| 1997, 1999 | NYPD Blue                       | Justin Candell     | 2 episodios  |
| 1997       | Pacific Blue                    | Caesar Zamora      | 1 episodio   |
| 2000       | Angel                           | Chain              | 1 episodio   |
| 2001       | The Practice                    | Manny Guzman       | 1 episodio   |
| 2001       | UC: Undercover                  | Rafael Ortega      | 1 episodio   |
| 2002       | Fidel                           | Raúl Castro        | Telefilme    |
| 2003       | Boomtown                        | Pedro Aguilar      | 1 episodio   |
| 2003       | 24                              | Cole               | 3 episodios  |
| 2003       | CSI: Miami                      | Guillermo Soriano  | 1 episodio   |
| 2004       | Karen Sisco                     | Aldo               | 1 episodio   |
| 2005       | CSI: NY                         | Michael Armstrong  | 1 episodio   |
| 2005       | Line of Fire                    | Informante del FBI | 1 episodio   |
| 2005       | Wanted                          | Alvarez Kelly      | 1 episodio   |
| 2005–2006  | E-Ring                          | Charlie Gutierrez  | 11 episodios |
| 2008       | Moonlight                       | Bustos             | 1 episodio   |
| 2008       | Burn Notice                     | Trevor             | 1 episodio   |
| 2009       | Without a Trace                 | Mario Castro       | 1 episodio   |
| 2009       | Life                            | Len Lyle Hix       | 1 episodio   |
| 2009       | Monk                            | Luke Johnston      | 1 episodio   |
| 2010       | NCIS: Los Angeles               | Rafael Taro        | 1 episodio   |
| 2010       | FutureStates                    | Oscar              | 1 episodio   |
| 2010       | CSI: Crime Scene Investigation  | Chalo Arua         | 1 episodio   |
| 2010       | Lie to Me                       | Juan Campos        | 1 episodio   |
| 2010–2012  | Choke.Kick.Girl: The Series     | Chatto             | 8 episodios  |
| 2011       | Southland                       | Rodrigo Morales    | 2 episodios  |
| 2011       | Breaking Bad                    | Gaff               | 4 episodios  |
| 2013       | Bones                           | Alex Garcia        | 1 episodio   |
| 2013       | Criminal Minds                  | Mark Reyes         | 1 episodio   |
| 2015–2016  | Narcos                          | Horacio Carrillo   | 12 episodios |
| 2016       | Hawaii Five-0                   | Levi Sosa          | 1 episodio   |
| 2016       | Rush Hour                       | Carlos             | 1 episodio   |
| 2016       | From Dusk till Dawn: The Series | Brassa             | 6 episodios  |
| 2017       | APB                             | Marcos Cruz        | 1 episodio   |
| 2017       | Kevin Can Wait                  | Domingo            | 2 episodios  |
| 2017–2018  | Power                           | Diego Jiménez      | 9 episodios  |
| 2018       | Erase                           | Valentino          | Telefilme    |
| 2018       | Mayans M.C.                     | Kevin Jimenez      | 9 episodios  |
| 2018       | The Last Ship                   | Gustavo Barros     | 8 episodios  |
| 2020       | Deputy                          | Cartel Boss        | 1 episodio   |
| 2020       | The Fugitive                    | Alfredo Mengiora   | 1 episodio   |
| 2020–2021  | In the Dark                     | Josiah             | 10 episodios |